# Toulon (Illinois)
Toulon és una ciutat dels Estats Units a l'estat d'Illinois. Segons el cens del 2000 tenia 1.400 habitants.

## Demografia
Segons el cens del 2000, Toulon tenia 1.400 habitants, 555 habitatges, i 355 famílies. La densitat de població era de 607,4 habitants/km².
Dels 555 habitatges en un 29,7% hi vivien nens de menys de 18 anys, en un 52,8% hi vivien parelles casades, en un 9% dones solteres, i en un 36% no eren unitats familiars. En el 33,2% dels habitatges hi vivien persones soles el 20,2% de les quals corresponia a persones de 65 anys o més que vivien soles. El nombre mitjà de persones vivint en cada habitatge era de 2,32 i el nombre mitjà de persones que vivien en cada família era de 2,95.
Per edats la població es repartia de la següent manera: un 23,3% tenia menys de 18 anys, un 6,6% entre 18 i 24, un 23,9% entre 25 i 44, un 19,4% de 45 a 60 i un 26,8% 65 anys o més.
L'edat mediana era de 42 anys. Per cada 100 dones de 18 o més anys hi havia 78,7 homes.
La renda mediana per habitatge era de 31.792 $ i la renda mediana per família de 40.078 $. Els homes tenien una renda mediana de 32.353 $ mentre que les dones 20.556 $. La renda per capita de la població era de 16.219 $. Aproximadament el 6,1% de les famílies i el 7,4% de la població estaven per davall del llindar de pobresa.

## Poblacions properes
El següent diagrama mostra les poblacions més properes.